# Canalul Marea Albă-Marea Baltică

O hartă a canalului Marea Albă–Marea Baltică.

Canalului Marea Albă–Marea Baltică (în limba rusă: Беломорского-Балтииский канал (BBK)), inaugurat pe 2 august 1933 este un canal navigabil care unește mările Albă și Baltică lângă Sankt Peterburg. Numele original a fost Беломорского-Балтииский канал имени Сталина, „Canalul Marea Albă–Marea Baltică Stalin” și este cunoscut și cu abrevierea Belomorkanal. În timpul contrucției acestui canal au murit până la 100.000 de prizonieri din Gulag.
Canalul este construit parțial de-a lungul câtorva râuri și două lacuri, lacul Onega și lacul Vigozero. Lungimea totală a căii navigabile este 227 km. Avantajele lui economice sunt limitate în zilele noastre de adâncimea lui, de maxim 3,65 metri, care limitează mult accesul vaselor pe canal.
Uniunea Sovietică a prezentat Canalul ca pe un succes al primului plan cincinal. Canalul a fost dat în funcțiune cu patru luni mai înainte de termen. Tot canalul a fost construit într-o perioadă de numai 20 de luni, între 1931 și 1933, aproape întregime prin muncă nemecanizată.
De fapt, canalul a fost primul proiect important construit prin folosirea muncii forțate a prizonierilor din Gulag. BBLAG – Directoratul Belomorkanal a asigurat forța de muncă de aproximativ 150.000 de deținuți. Propaganda oficială a descris acest proiect ca o dovadă a eficienței Gulagului. Condițiile de muncă la BBK erau cumplite, fiind concepute pentru "reeducarea criminalilor prin muncă corecțională". S-a făcut o vizită oficială pregătită cu grijă, în cursul căreia artiștii ruși s-au documentat pentru a da la iveală lucrări de proslăvire a proiectului. Printre cei care au făcut vizita au fost Maxim Gorki, Alexei Tolstoi, Victor Șklovski și Mihail Zoșcenko.
Canalul a fost sărbătorit prin scoaterea unei mărci de țigarete numită Belomorkanal.
Canalul, de-a lungul întregii sale lungimi, are o adâncime de 3 și 3,65 metri, ceea ce îl face de nefolosit pentru cele mai multe tipuri de vase, în zilele noastre fiind utilizat mai ales pentru traficul ușor, de 10 – 40 de vase zilnic. Deși s-a afirmat chiar de la început un eșec total, Stalin a fost tot timpul foarte mândru de canal.